# トム・エンゲルマン
トム・エンゲルマン（Tom Engelman）は、アメリカの映画製作関係者。ロサンゼルス出身。

## 人物
スタンフォード大学で学び、助監督、脚本家、映画の営業に従事し、1991年インタースコープ・コミュニケーションズ（レイダー・ピクチャーズの前身）に属す。

## 主な作品
- ターミナル・ベロシティ Terminal Velocity (1994)
- グリム・ブラザーズ/スノーホワイト Snow White: A Tale of Terror (1997)
- ピッチブラック Pitch Black (2000)
- 三ばか大将/芸に賭けた男たち The Three Stooges (2000)
- インプラント They (2002)
- ラスト サムライ The Last Samurai (2003)
- リディック The Chronicles of Riddick (2004)